# Aleksandr Solsjenitsyn
Aleksandr Isajevitj Solsjenitsyn (russisk: Алекса́ндр Иса́евич Солжени́цын, tr. Aleksándr Isájevitj Solzjenítsyn, 11. december 1918 Kislovodsk, Terek oblast (nu Republikken Nordossetien–Alania), Sovjetunionen, død 3. august 2008 i Moskva, Den Russiske Føderation, på dansk oftest kaldet Alexander Solsjenitsyn) var en russisk forfatter, der regnes for en af 1900-tallets store russiske romanforfattere. Han fik Nobelprisen i litteratur i 1970.
Under 2. verdenskrig var Solsjenitsyn officer i den røde hær; men det forhold, at han var blevet taget som krigsfange af tyskerne, samt nogle kritiske bemærkninger om Stalin i breve betød, at han blev sendt i fangelejr (Gulag). Flere af hans bøger, såsom Gulag Øhavet, En dag i Ivan Denisovitjs´ liv og I den første kreds, bygger på hans personlige erfaringer fra tiden der.
Da Solsjenitsyn var blevet en berømt forfatter, forsøgte han at leve op til det, som han opfattede som en vigtig opgave for en stor forfatter: At være samfundets levende og åbenmundede samvittighed. Forholdet til magthaverne blev værre og værre, og efter i 1974 at være udvist af Sovjetunionen levede han i eksil. Før han havde taget stilling til fremtidigt bosted, besøgte han flere lande, deriblandt Danmark og Norge for at vurdere, om han ville slå sig ned i det pågældende land. Det blev Vesttyskland, hvor han boede hos vennen Heinrich Böll, senere i Schweiz og til sidst i Vermont i USA. 
I eksilet blev han af såvel højre- som venstrefløjen hyldet for sin protest imod sovjetstyret. Men da han efter nogen tid begyndte at kritisere den vesterlandske levevis, dalede hans popularitet i Vesten. 
Fire år efter Sovjetunionens sammenbrud vendte han tilbage til Rusland. Som en russisk nationalist udviklede han sig nu til en skarp kritiker af det moralske forfald, de vesterlandske værdier, som hans land gav i bytte for liberalisme. Han kritiserede ikke kun den vestlige verden på grund af den omsiggribende materialisme, men også på grund af Vestens geopolitiske modstand mod Ruslands afvisning af NATO's bombning af Serbien under Kosovo-krisen i marts 1999. I 2006 beskyldte han NATO for at ville omringe Rusland. I 2001 udgav han tobindsværket: To hundrede år tilsammen, om jøderne i Rusland. Det kritiseres for antisemitisme. I 2007 modtog han Den Russiske Føderations statspris. Som følge af hans dårlige helbred modtog han prisen i sit hjem, personligt afleveret af Vladimir Putin, den daværende russiske præsident og tidligere officer i KGB. Efter Solsjenitsyns død modtog hans familie en kondolence fra præsident Dmitrij Medvedev.

## Reference
1. ↑  Navnet er anført på tysk og stammer fra Wikidata hvor navnet endnu ikke findes på dansk.
2. ↑  Navnet er anført på bokmål og stammer fra Wikidata hvor navnet endnu ikke findes på dansk.
3. ↑  Gazeta.ru: В Москве скончался Александр Солженицын (russisk)
4. ↑  https://www.information.dk/kultur/anmeldelse/2013/07/kaettersk-vaerk

 Der er for få eller ingen kildehenvisninger i denne artikel, hvilket er et problem. Du kan hjælpe ved at angive troværdige kilder til de påstande, som fremføres i artiklen.